# Campionato europeo maschile under 17 di calcio 2013 - Turno Elite
Le 28 squadre promosse dal turno di qualificazione sono state divise in 7 gironi di 4. Si sono qualificate alla fase finale le prime classificate di ogni girone.

## Teste di serie e sorteggio
Il sorteggio si è tenuto il 5 dicembre 2012 a Nyon presso la sede della UEFA.
| Gruppo        | Fascia 1                                                        | Fascia 2                                                    | Fascia 3                                                    | Fascia 4                                                            |
| ------------- | --------------------------------------------------------------- | ----------------------------------------------------------- | ----------------------------------------------------------- | ------------------------------------------------------------------- |
| 1 2 3 4 5 6 7 | Croazia Serbia Ungheria Germania Rep. Ceca Inghilterra Norvegia | Belgio Irlanda Svezia Ucraina Svizzera Slovenia Paesi Bassi | Spagna Georgia Finlandia Bulgaria Israele Portogallo Italia | Francia Austria Bielorussia Estonia Polonia Russia Irlanda del Nord |

## Risultati

### Gruppo 1
| Pos. | Squadra | Pt | G | V | N | P | GF | GS | DR |
| ---- | ------- | -- | - | - | - | - | -- | -- | -- |
| 1.   | Croazia | 7  | 3 | 2 | 1 | 0 | 5  | 3  | +2 |
| 2.   | Francia | 6  | 3 | 2 | 0 | 1 | 7  | 4  | +3 |
| 3.   | Spagna  | 3  | 3 | 1 | 0 | 2 | 6  | 7  | -1 |
| 4.   | Belgio  | 1  | 3 | 0 | 1 | 2 | 3  | 7  | -4 |

| Arbitro: | John Beaton |

|                                |           |                         |
| Mamić 45’ Bašić 48’ Brodić 67’ | Marcatori | 56’ González 79’ Traore |

| Arbitro: | Kevin Azzopardi |

|                |           |                                      |
| Schrijvers 64’ | Marcatori | 12’, 33’ Maupay 20’ Coman 79’ Cornet |

| Arbitro: | Christian Dingert |

|                     |           |  |
| Coulibaly 7’ (aut.) | Marcatori |  |

| Arbitro: | Kevin Azzopardi |

|              |           |                    |
| Pozo 3’, 68’ | Marcatori | 48’ (rig.) Pereira |

| Arbitro: | John Beaton |

|             |           |                |
| Bourard 18’ | Marcatori | 31’ Ćaleta-Car |

| Arbitro: | Christian Dingert |

|                                    |           |                                 |
| Coulibaly 10’ Cornet 20’ Houri 79’ | Marcatori | 28’ Núñez 72’ (rig.) Chirivella |

### Gruppo 2
| Pos. | Squadra | Pt | G | V | N | P | GF | GS | DR |
| ---- | ------- | -- | - | - | - | - | -- | -- | -- |
| 1.   | Austria | 6  | 3 | 2 | 0 | 1 | 3  | 2  | +1 |
| 2.   | Serbia  | 4  | 3 | 1 | 1 | 1 | 3  | 2  | +1 |
| 3.   | Irlanda | 4  | 3 | 1 | 1 | 1 | 2  | 4  | -2 |
| 4.   | Georgia | 3  | 3 | 1 | 0 | 2 | 4  | 4  | 0  |

| Arbitro: | Sergiu Derenov |

|                           |           |  |
| Stevanović 58’ Pantić 63’ | Marcatori |  |

| Arbitro: | Marco Bruno Santos Ferreira |

|               |           |  |
| Grego-Cox 22’ | Marcatori |  |

| Arbitro: | Sergiu Derenov |

|                                            |           |  |
| Zarandia 54’ Kerdzevadze 62’ Chabradze 71’ | Marcatori |  |

| Arbitro: | Jaroslav Kozyk |

|  |           |                |
|  | Marcatori | 70’ Pellegrini |

| Arbitro: | Marco Bruno Santos Ferreira |

|                  |           |              |
| Byrne 50’ (rig.) | Marcatori | 55’ Radonjić |

| Arbitro: | Jaroslav Kozyk |

|                       |           |              |
| Zivotic 14’ Grbic 24’ | Marcatori | 38’ Zarandia |

### Gruppo 3
| Pos. | Squadra     | Pt | G | V | N | P | GF | GS | DR |
| ---- | ----------- | -- | - | - | - | - | -- | -- | -- |
| 1.   | Svezia      | 7  | 3 | 2 | 1 | 0 | 10 | 2  | +8 |
| 2.   | Ungheria    | 7  | 3 | 2 | 1 | 0 | 7  | 3  | +4 |
| 3.   | Finlandia   | 0  | 2 | 0 | 0 | 2 | 2  | 8  | -6 |
| 4.   | Bielorussia | 0  | 2 | 0 | 0 | 2 | 1  | 7  | -6 |

| Arbitro: | Dejan Jakimovski |

|                                  |           |                             |
| Rácz 37’ Zsótér 77’ Takács 80+4’ | Marcatori | 9’ Galibert 65’ Jääkeläinen |

| Arbitro: | Rahim Hasanov |

|                                          |           |           |
| Berisha 20’, 45’ Citaku 40’ Salétros 72’ | Marcatori | 60’ Kijko |

| Arbitro: | Barış Simsek |

|                                         |           |  |
| Takács 46’ Szántó 55’ Zsótér 78’ (rig.) | Marcatori |  |

| Arbitro: | Dejan Jakimovski |

|  |           |                                        |
|  | Marcatori | 10’, 20’, 33’ Lipovac 67’, 79’ Berisha |

| Arbitro: | Barış Simsek |

|               |           |             |
| Berisha 80+1’ | Marcatori | 2’ Korozmán |

| Tatabánya 31 marzo 2013, ore 14:30 UTC+1 | Bielorussia   | Partita – annullata referto | Finlandia | Grosics Gyula\| Arbitro: \| Rahim Hasanov \| |
| Arbitro:                                 | Rahim Hasanov |                             |           |                                              |

### Gruppo 4
| Pos. | Squadra  | Pt | G | V | N | P | GF | GS | DR  |
| ---- | -------- | -- | - | - | - | - | -- | -- | --- |
| 1.   | Ucraina  | 7  | 3 | 2 | 1 | 0 | 6  | 1  | +5  |
| 2.   | Germania | 6  | 3 | 2 | 0 | 1 | 11 | 3  | +8  |
| 3.   | Bulgaria | 4  | 3 | 1 | 1 | 1 | 6  | 6  | 0   |
| 4.   | Estonia  | 0  | 3 | 0 | 0 | 3 | 2  | 15 | -13 |

| Arbitro: | Əliyar Ağayev |

|                                                        |           |            |
| Borjačuk 41’, 58’, 73’ Kuksenko 48’ (rig.) Makohon 51’ | Marcatori | 28’ Liivak |

| Arbitro: | Paweł Raczkowski |

|                                                            |           |                          |
| Werner 45’ Avdijaj 54’ Multhaup 60’ Waldschmidt 78’, 80+1’ | Marcatori | 48’ Ivajlov 80’ Despodov |

| Arbitro: | Əliyar Ağayev |

|                                                   |           |  |
| Werner 2’, 50’, 52’, 75’ Avdijaj 17’ Multhaup 27’ | Marcatori |  |

| Holzwickede 28 marzo 2013, ore 18:00 UTC+1 | Bulgaria     | 0 – 0 referto | Ucraina | Montanhydraulik-Stadion\| Arbitro: \| Mervyn Smyth \| |
| Arbitro:                                   | Mervyn Smyth |               |         |                                                       |

| Arbitro: | Paweł Raczkowski |

|              |           |  |
| Borjačuk 77’ | Marcatori |  |

| Arbitro: | Mervyn Smyth |

|             |           |                                  |
| Ainsalu 35’ | Marcatori | 21’, 50’ Vutov 56’, 60’ Despodov |

### Gruppo 5
| Pos. | Squadra   | Pt | G | V | N | P | GF | GS | DR |
| ---- | --------- | -- | - | - | - | - | -- | -- | -- |
| 1.   | Svizzera  | 7  | 3 | 2 | 1 | 0 | 3  | 1  | +2 |
| 2.   | Polonia   | 5  | 3 | 1 | 2 | 0 | 3  | 2  | +1 |
| 3.   | Rep. Ceca | 2  | 3 | 0 | 2 | 1 | 2  | 3  | -1 |
| 4.   | Israele   | 1  | 3 | 0 | 1 | 2 | 3  | 5  | -2 |

| Arbitro: | Sebastian Colțescu |

|           |           |                |
| Danis 45’ | Marcatori | 44’ Ben Aharon |

| Grenchen 22 marzo 2013, ore 17:00 UTC+1 | Svizzera             | 0 – 0 referto | Polonia | Stadio Brühl\| Arbitro: \| Tornike Gvantseladze \| |
| Arbitro:                                | Tornike Gvantseladze |               |         |                                                    |

| Arbitro: | Tornike Gvantseladze |

|              |           |                              |
| Weissman 49’ | Marcatori | 6’ Hunziker 62’ (rig.) Grgic |

| Arbitro: | Andreas Pappas |

|          |           |                      |
| Toml 69’ | Marcatori | 25’ (rig.) Stolarski |

| Arbitro: | Andreas Pappas |

|              |           |  |
| Hunziker 47’ | Marcatori |  |

| Arbitro: | Sebastian Colțescu |

|                        |           |           |
| Gałecki 51’ Zawada 80’ | Marcatori | 65’ Eiloz |

### Gruppo 6
| Pos. | Squadra     | Pt | G | V | N | P | GF | GS | DR |
| ---- | ----------- | -- | - | - | - | - | -- | -- | -- |
| 1.   | Russia      | 6  | 3 | 2 | 0 | 1 | 4  | 3  | +1 |
| 2.   | Inghilterra | 6  | 3 | 2 | 0 | 1 | 4  | 3  | +1 |
| 3.   | Portogallo  | 6  | 3 | 2 | 0 | 1 | 4  | 2  | +2 |
| 4.   | Slovenia    | 0  | 3 | 0 | 0 | 3 | 3  | 7  | -4 |

| Arbitro: | Svein-Erik Edvartsen |

|              |           |                         |
| Krivičič 80’ | Marcatori | 29’ Barinov 37’ Buranov |

| Arbitro: | Nicolas Rainville |

|             |           |  |
| Kiwomya 50’ | Marcatori |  |

| Arbitro: | Svein-Erik Edvartsen |

|                                    |           |            |
| Ribeiro 33’ Martins 56’ Macedo 71’ | Marcatori | 49’ Ožbolt |

| Arbitro: | Mads-Kristoffer Kristoffersen |

|                      |           |                        |
| A. Makarov 6’ (aut.) | Marcatori | 32’ Guliev 51’ Šejdaev |

| Arbitro: | Mads-Kristoffer Kristoffersen |

|              |           |                        |
| Krivičič 68’ | Marcatori | 13’ Colkett 28’ Morris |

| Arbitro: | Nicolas Rainville |

|  |           |             |
|  | Marcatori | 60’ Moreira |

### Gruppo 7
| Pos. | Squadra          | Pt | G | V | N | P | GF | GS | DR |
| ---- | ---------------- | -- | - | - | - | - | -- | -- | -- |
| 1.   | Italia           | 7  | 3 | 2 | 1 | 0 | 2  | 0  | +2 |
| 2.   | Norvegia         | 4  | 3 | 1 | 1 | 1 | 3  | 3  | 0  |
| 3.   | Paesi Bassi      | 2  | 3 | 0 | 2 | 1 | 3  | 4  | -1 |
| 4.   | Irlanda del Nord | 2  | 3 | 0 | 2 | 1 | 3  | 4  | -1 |

| Arbitro: | Peter Kralović |

|  |           |           |
|  | Marcatori | 23’ Cerri |

| Arbitro: | Alexandr Aliyev |

|                         |           |                        |
| Souza 10’ Gronsveld 43’ | Marcatori | 62’ Kennedy 76’ Tracey |

| Arbitro: | Peter Kralović |

|                         |           |             |
| Skogvoll 10’ Bytyqi 44’ | Marcatori | 33’ Kennedy |

| Arbitro: | Javier Estrada |

|           |           |  |
| Cerri 78’ | Marcatori |  |

| Arbitro: | Alexandr Aliyev |

|             |           |             |
| Idrissi 77’ | Marcatori | 32’ Aasheim |

| Echt 26 marzo 2013, ore 19:00 UTC+1 | Irlanda del Nord | 0 – 0 referto | Italia | Sportpark "In de Bandert"\| Arbitro: \| Javier Estrada \| |
| Arbitro:                            | Javier Estrada   |               |        |                                                           |